# De Perto Ela Não É Normal
De Perto Ela Não É Normal é um filme brasileiro do gênero comédia lançado em 2020. Conta com a direção de Cininha de Paula e roteiro de Suzana Pires, a qual também interpreta a protagonista Suzie, uma mulher de 40 anos em crise. Integram o elenco do filme também Angélica, Gaby Amarantos, Heloísa Perissé, Henri Castelli e Samantha Schmutz.

## Sinopse
Suzie (Suzana Pires) é uma mulher de meia idade em crise por viver um casamento enfadonho com Pedrinho (Marcelo Serrado) e sentir que deixou a vida passar sem ter realizado os sonhos. Quando as filhas se casam e ela reencontra sua tia Suely (Suzana Pires), uma mulher livre e independente, Suzi passa a revisar suas prioridades e, com a ajuda das amigas Rebeca (Angélica) e Claudiona (Heloísa Perissé) e da nova chefe Maria Pia (Gaby Amarantos), decide dar a volta por cima e recomeçar a vida aos 40 anos.[carece de fontes?]

## Elenco
- Suzana Pires como Suzi Avelar / Tia Suely
- Angélica como Rebeca
- Gaby Amarantos como Maria Pia
- Heloísa Périssé como Claudiona
- Henri Castelli como Oliver
- Marcelo Serrado como Pedrinho Avelar
- Maria Clara Gueiros como Vera Lúcia
- Ricardo Pereira como Tony
- Renara Brás como Dublê/Juíza
- Izak Dahora como JP
- Samantha Schmutz como Naninha
- Ivete Sangalo como Daisy Aparecida
- Fabiana Karla como Fabiana
- Cristina Pereira como Dora Avelar
- Laura Cardoso como Dolores
- Marcos Caruso como Dr. Azambuja
- Otaviano Costa como Henrique
- Maria Clara Spinelli como Beth
- Orlando Drummond como Pescador
- Jane di Castro como Chefe do INSS

## Produção
O filme é uma adaptação cinematográfica do monólogo homônimo escrito por Suzana Pires para o teatro desde 2004. Grande parte da equipe técnica do filme é composta por mulheres. A produção foi desenvolvida por Pires em parceria com Joana Henning, proprietária do estúdio Escarlate Produção Audiovisual.
Essa é a terceira obra de cinema dirigida por Cininha de Paula, que dirigiu anteriormente os longas Crô em Família e Duas de Mim.

## Lançamento
A produção teve seu lançamento em salas selecionadas de cinemas a partir de 29 de outubro de 2020. Em 05 de de novembro de 2020 teve seu lançamento em plataformas de streaming do Telecine Play, recebendo o selo Première Telecine, e foi transmitidos nos canais por assinatura da rede Telecine.